# Giovine Italia (journal)
Pour les articles homonymes, voir Giovine Italia (homonymie).
Giovine Italia (en français Jeune Italie) fut une revue fondée en 1832 et dirigée par Giuseppe Mazzini.

## Historique
Le journal constitue l'organe de presse de l'association révolutionnaire qui porte le même nom fondée par Mazzini et destiné à informer sur l'appel à l'unité de l'Italie.